# Паплевченков, Иван Михайлович
Иван Михайлович Паплевченков (9 октября 1947 — 28 августа 2017) — председатель колхоза «Красный путиловец» Кашинского района, народный депутат СССР (1989—1991).

## Биография
Родился 9 октября 1947 года в деревне Путилово Кашинского района Калининской области.
Окончил Кашинский зооветеринарный техникум (1971) и зооинженерный факультет Калининского сельхозинститута (1979).
В 1971—1972 и с 1974 г. работал в колхозе «Красный путиловец» Кашинского района (1972—1974 служба в армии): зоотехник, главный зоотехник, заместитель председателя, с 1982 года председатель.
В 1989—1991 гг. — народный депутат СССР. Председатель Аграрного союза Тверской области. Почётный профессор Тимирязевской академии.
Умер 28 августа 2017 г.

## Награды
Заслуженный работник сельского хозяйства РФ. Почётный гражданин Кашинского района. Награждён орденами Трудового Красного Знамени, «Почёта», «За заслуги перед Отечеством» IV степени, медалью «За преобразование Нечерноземья РСФСР».